# Шенгельди (Тарбагатайський район)
Шенгельди́ (каз. Шеңгелді) — село у складі Тарбагатайського району Східноказахстанської області Казахстану. Входить до складу Кабанбайського сільського округу.
Населення — 185 осіб (2021; 281 у 2009, 380 у 1999, 458 у 1989).
Національний склад станом на 1989 рік:
- казахи — 100 %

У радянські часи село називалось також Шенгельді.